# Speed King
Speed King é uma canção da banda inglesa de rock Deep Purple do álbum de 1970 Deep Purple in Rock. A canção é uma das mais altas do álbum, e inclui uma das maiores quantidades de improvisação da banda em uma canção gravada no estúdio, em ambas a versão original e as versões ao vivo através dos anos.
"Speed King" não é um cover, apesar de muitas partes de sua letra são de canções populares antigas, como "Good Golly Miss Molly", "Tutti Frutti" e "Battle of New Orleans". A canção foi a primeira escrita pelo vocalista Ian Gillan, que escreveu a letra escrevendo uma mistura de linhas de canções de Elvis Presley, Little Richard e Chuck Berry na ordem em que elas vieram à mente. Possivelmente por causa disso, a canção não foi tocada sem ele.

## Desempenho nas paradas
| Tabela musical                      | Posição mais alta |
| ----------------------------------- | ----------------- |
| Alemanha (GfK Entertainment Charts) | 38                |

1. ↑  «Deep Purple - Speed King - hitparade.ch». hitparade.ch. Consultado em 10 de fevereiro de 2019